# 윤작

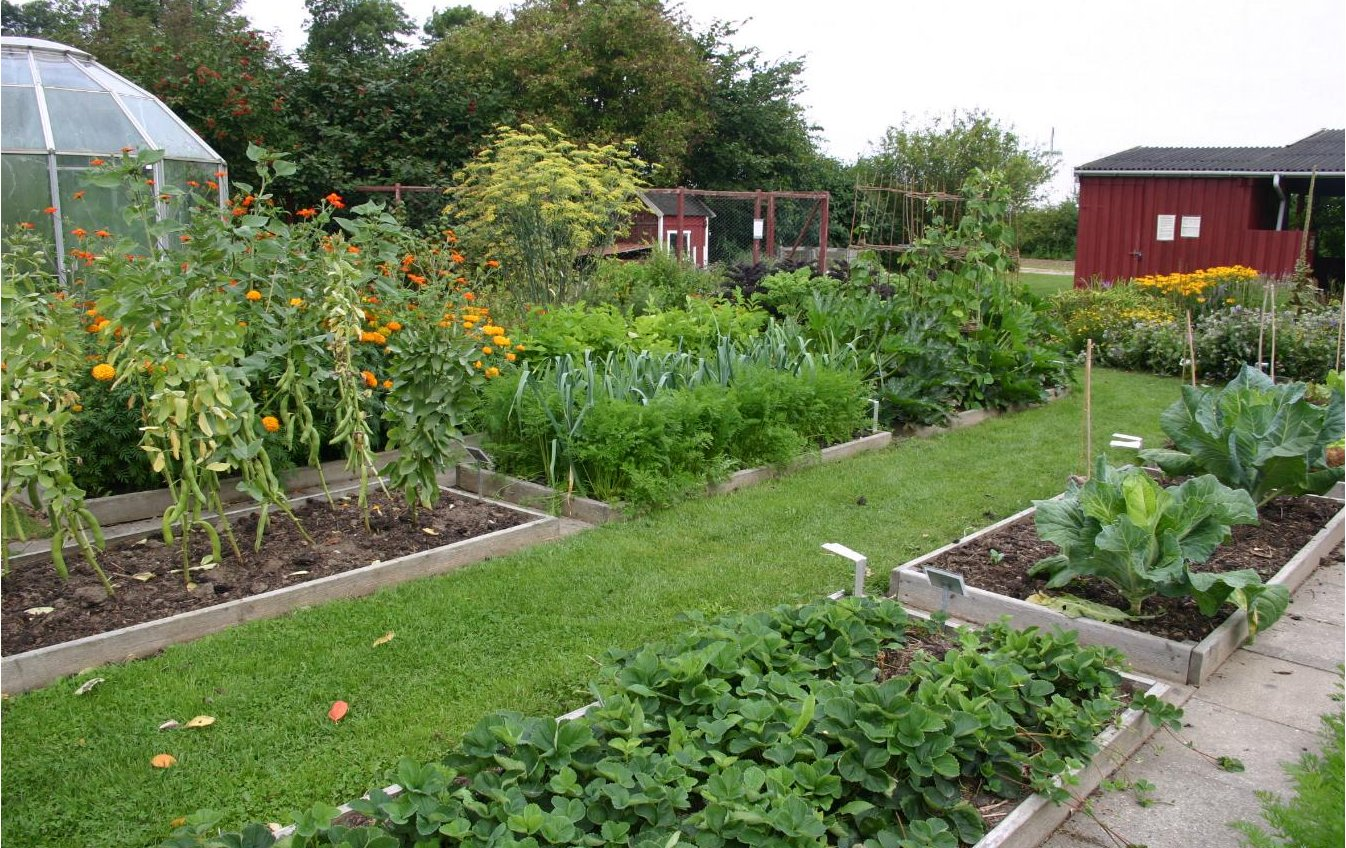

윤작(輪作) 또는 돌려짓기는 한 농지에 같은 작물을 계속 재배하지 않고 몇 가지 작물을 돌려가며 재배하는 방법이다. 수확량 감소와 땅의 힘이 저하되는 것을 막을 수 있으며, 병충해나 잡초도 잘 생기지 않고 토지의 이용도를 높일 수 있다.

## 같이 보기
- 사이짓기
- 삼포식 농업